# Galovac (otok)
Galovac je naseljeni otočić u mjestu Preko na otoku  Ugljanu, samo 75 metara od obale. Na otoku je Samostan sv. Pavla Pustinjaka.
Njegova površina iznosi 0,033 km². Dužina obalne crte iznosi 0,74 km.
Šimun Milinović navodi podatak da je na ovom otoku zadarski bogataš Milan 1443. godine sagradio samostan za "hrvatske redovnike". 
Na ovom je otočiću posljednje počivalište hrvatskog povjesničara i političkog aktivista Ive Mašine, kojeg su jugoslavenske komunističke vlasti ubile u kaznionici u Staroj Gradišci.